# Flachland-Taschenratten
Die Flachland-Taschenratten (Geomys) sind eine Gattung von zwölf Arten grabender Nagetiere aus der Familie der Taschenratten (Geomyidae). Heimisch sind Flachland-Taschenratten in den Prärie-Gegenden Nordamerikas zwischen dem nordöstlichen Mexiko über die Great Plains und dem mittleren Westen in den Vereinigten Staaten bis Süd-Kanada.

## Merkmale
Die Arten erreichen eine Kopf-Rumpf-Länge von 13 bis 24 cm und eine Schwanzlänge von 5 bis 13 cm. Das Gewicht liegt bei 300 bis 450 g. Auf dem Rücken kann die Fellfarbe zwischen Schwarz und Hellbraun variieren, die Unterseite ist meist heller. Flachland-Taschenratten haben kräftige Pfoten mit Klauen, mit denen sie in der Erde graben.

## Lebensweise
Flachland-Taschenratten bauen verzweigte Tunnelsysteme die insgesamt bis zu 160 m lang sind, mit Einzelgängen von 30 m Länge. Sie liegen meist 10 bis 20 cm unter der Erdoberfläche, selten reichen sie bis zu 100 cm tief. In jedem Bau gibt es mindestens eine Kammer, die mit Pflanzenteilen gepolstert wird. Die Nagetiere halten sich hauptsächlich in diesen Bauen auf und halten keinen Winterschlaf.
Als Nahrung dienen hauptsächlich Wurzeln, die wie Stalaktiten in ihre Gänge hineinwachsen und Knollen sowie vereinzelt grüne Pflanzenteile. Der Flüssigkeitsbedarf wird fast ausschließlich durch die Nahrung gedeckt.
Außerhalb der Paarungszeit lebt jedes Exemplar allein. Abhängig vom Verbreitungsgebiet findet die Fortpflanzung zwischen März und Mai oder etwas später statt. In manchen Regionen haben Weibchen zwei Würfe pro Jahr. Die Länge der Trächtigkeit ist nicht vollständig erforscht, die Angaben schwanken zwischen 18 und 52 Tage. Pro Wurf werden meist 3 oder 4 Junge geboren, die Anzahl kann insgesamt zwischen 1 und 8 variieren. Die Jungtiere sind bei der Geburt blind und öffnen die Augen nach etwa drei Wochen. Ein oder zwei Wochen später werden sie nicht mehr gesäugt und vier bis sechs Monate nach der Geburt erreichen die Jungtiere die Geschlechtsreife. In menschlicher Obhut können Flachland-Taschenratten etwas mehr als sieben Jahre alt werden.

## Systematik
Die Verwandtschaftsverhältnisse von Geomys sind nicht vollständig phylogenetisch geklärt, 2016 waren folgende Arten beschrieben:
- Wüstentaschenratte (Geomys arenarius), Merriam, 1895
- Attwater-Taschenratte (Geomys attwateri), Merriam, 1895
- Baird-Taschenratte (Geomys breviceps), Baird, 1855
- Flachland-Taschenratte (Geomys bursarius), Shaw, 1800
- Jones-Taschenratte (Geomys knoxjonesi), Baker & Genoways, 1975
- Texas-Taschenratte (Geomys personatus), True, 1889
- Südöstliche Taschenratte oder Pinientaschenratte (Geomys pinetis), Rafinesque, 1817
- Llano-Taschenratte (Geomys texensis), Merriam, 1895
- Tamaulipas-Taschenratte (Geomys tropicalis), Goldman, 1915
- Hall-Taschenratte (Geomys jugossicularis), Hooper, 1947
- Nebraska-Taschenratte (Geomys lutescens), Merriam, 1890
- Strecker-Taschenratte (Geomys streckeri), Davis, 1943

## Bedrohung und Schutz
Manche Bauern betrachten Flachland-Taschenratten als Schadtiere an Kartoffeln und anderen Wurzelgemüse. Andererseits tragen die Nagetiere zur Bildung einer nahrungsreichen Erdschicht bei.
Die Arten reagieren unterschiedlich stark auf Landschaftsveränderungen. Die IUCN listet Geomys tropicalis als vom Aussterben bedroht (critically endangered) und Geomys arenarius in der Vorwarnliste (near threatened). Die anderen Arten gelten als nicht gefährdet (least concern).

## Referenzliteratur
- Ronald M. Nowak: Walker's Mammals of the World. 2 Bände. 6. Auflage. Johns Hopkins University Press, Baltimore MD u. a. 1999, ISBN 0-8018-5789-9.